# Schlossanlage Schleißheim
Schlossanlage Schleißheim több kastélyból álló barokk stílusú épületegyüttes München külvárosában, Oberschleißheimban.

## Története
A kastély története egészen a reneszánsz koráig, 1598-ig nyúlik vissza, mikor V. Vilmos bajor herceg felépítette az első épületet. A központi kapu az óratoronnyal a legelső építési periódus alatt épült. A belső udvar a Maximilianshof, a külső pedig a Wilhelmshof nevet kapta.
V. Vilmos fia, I. Miksa bajor király 1617 és 1623 között tovább folytatta a bővítést. Kettejük munkája lett az ún. Alte Schloss Schleißheim.

## Képgaléria

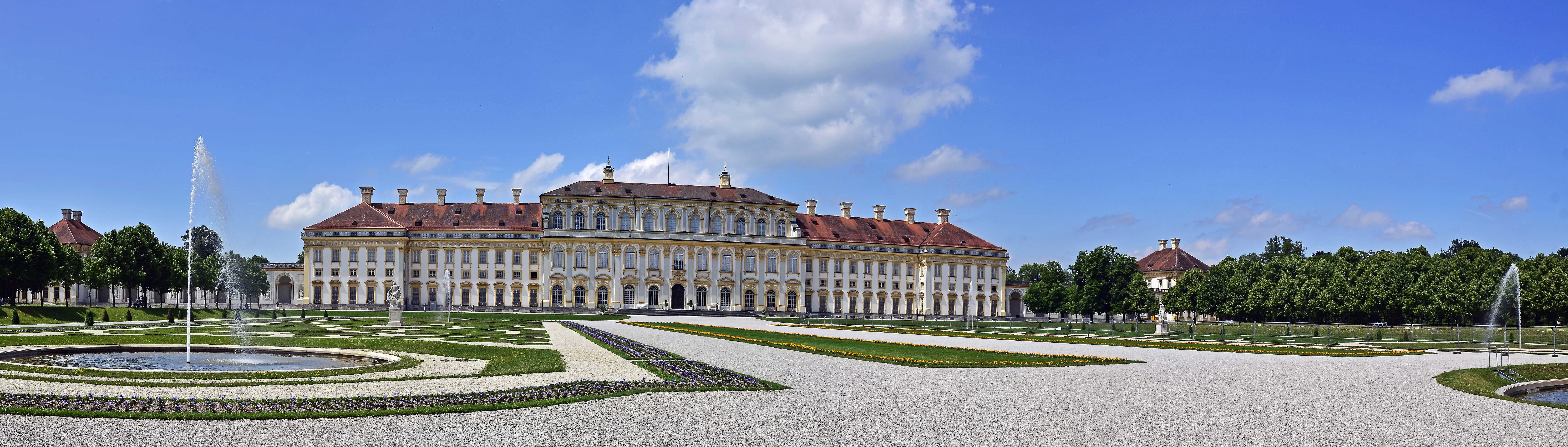
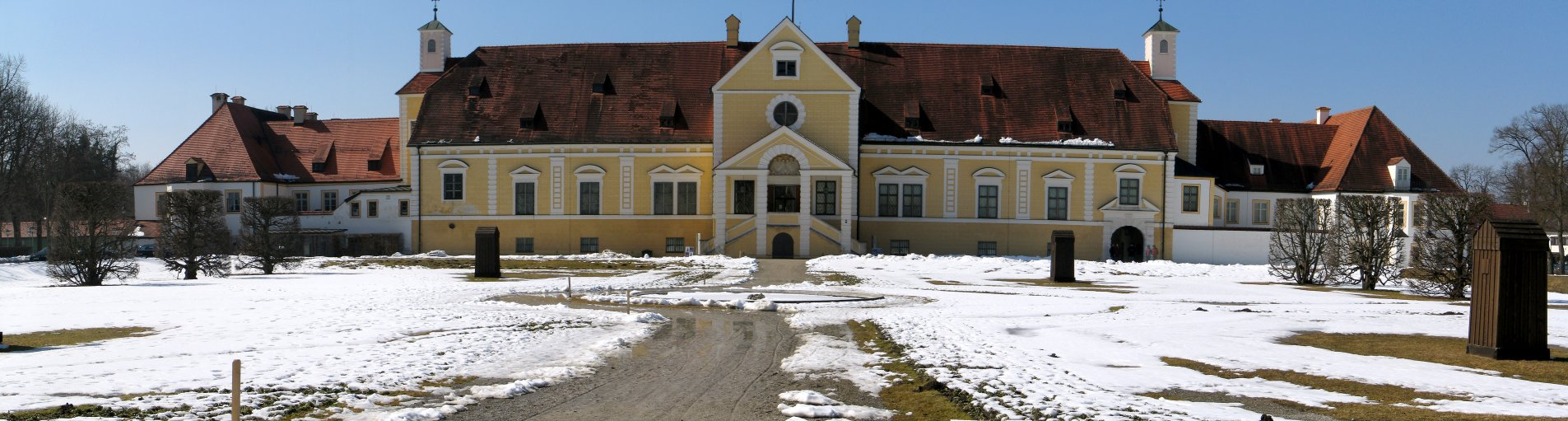
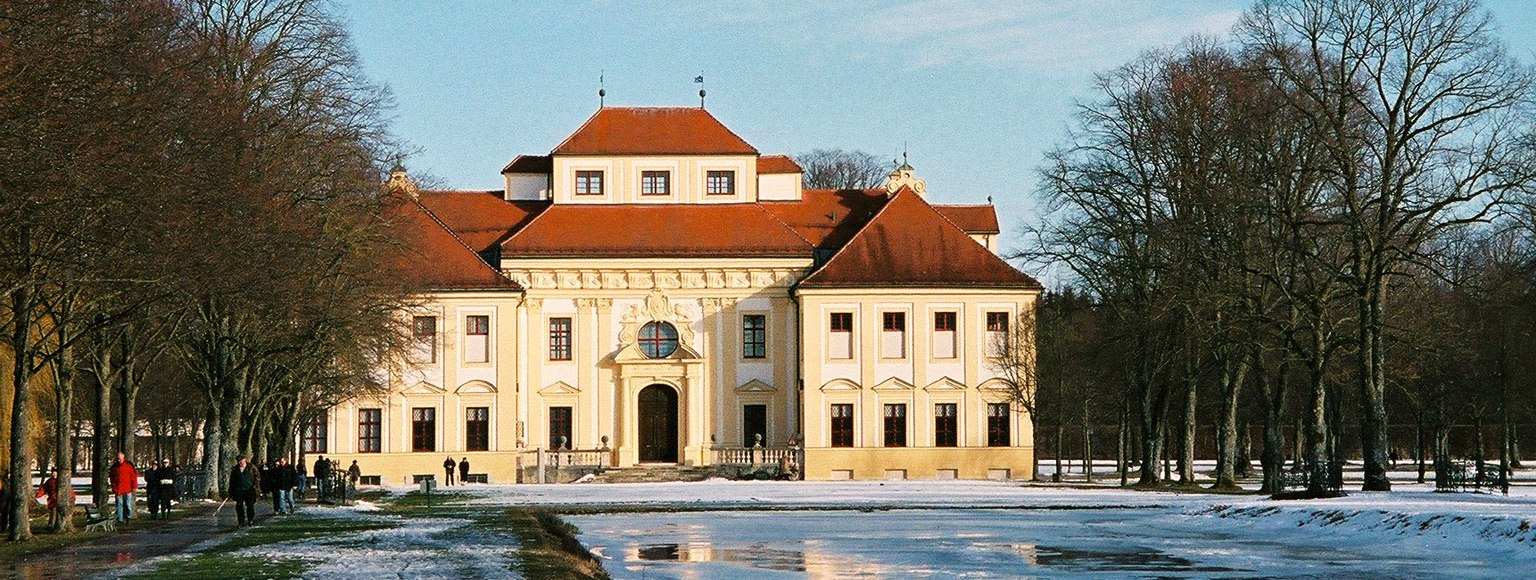

## Megközelítése
A kastély megközelíthető München Hauptbahnhof felől a müncheni S-Bahn S1-es járatával. Oberchleißheim megállótól gyalogosan könnyen elérhető.